# Chrysoperla insulata
Chrysoperla insulata is een insect uit de familie van de gaasvliegen (Chrysopidae), die tot de orde netvleugeligen (Neuroptera) behoort. 
Chrysoperla insulata is voor het eerst wetenschappelijk beschreven door Fraser in 1957.